# Strjevanje
Strjevánje (v primeru vode tudi zmrzovánje) je fazni prehod, pri katerem snov preide iz kapljevinskega v trdno agregatno stanje. Strjevanje poteka pri temperaturi tališča, ki je odvisna od tlaka. Ob strjevanju kapljevini odda talilno toploto. Obratni fazni prehod je taljenje.